# Гіперголічний пропелент

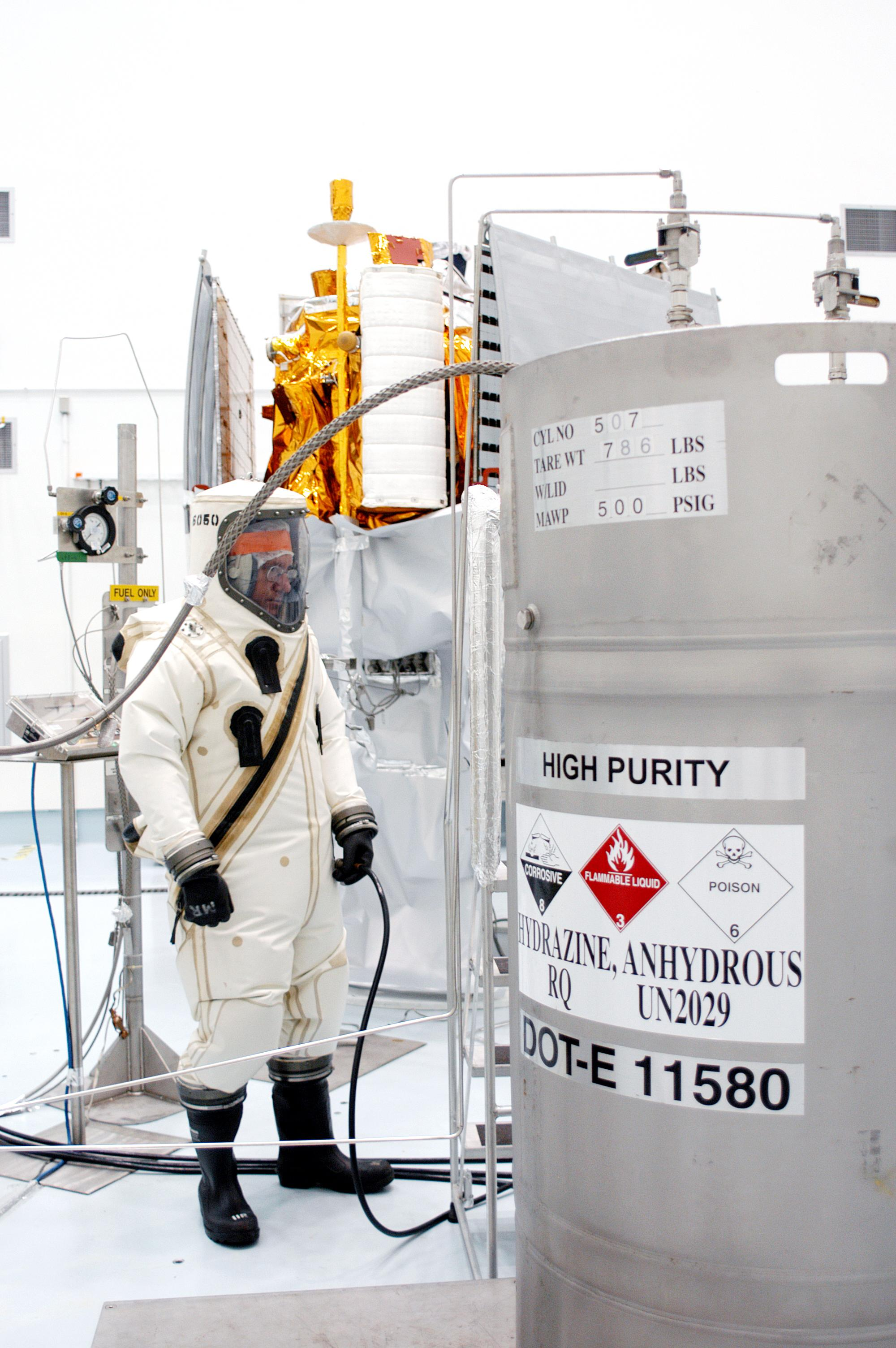
Супроводжуючий одягає повний захисний костюм через небезпеку гіперголічного палива гідразину, який тут завантажується на космічний зонд MESSENGER.

Гіперголічне паливо — це комбінація ракетного палива, що використовують в ракетному двигуні, компоненти якого самозаймаються при контакті один з одним.
Два компоненти ракетного палива зазвичай складаються з палива та окислювача. Основні переваги гіперголічних палив полягають у тому, що їх можна зберігати у формі рідини за кімнатної температури, а також те, що двигуни, які працюють на них, легше надійно та багаторазово запалювати. Недоліком гіперголічних палив є надзвичайна токсичність та/або корозійна активність.
У сучасному вживанні терміни «гіпергол» і «гіпергольний пропелент» зазвичай означають найпоширенішу комбінацію такого палива: чотириокис азоту плюс гідразин.

## Історія
У 1935 році Гельмут Вальтер виявив, що гідразингідрат є гіперголічним із вмістом пероксиду високої проби 80-83 %. Ймовірно, він був першим, хто виявив це явище і взявся за розробку палива. проф. Отто Лутц допомагав компанії Walter у розробці C-Stoff, який містив 30 % гідразингідрату, 57 % метанолу та 13 % води та самозаймався високоміцним перекисом водню.:13 BMW розробив двигуни, що спалюють гіперголічну суміш азотної кислоти з різними комбінаціями амінів, ксилідинів і анілінів.
Гіперголічне паливо було відкрито незалежно один від одного, вдруге, в США дослідниками GALCIT і ВМС Аннаполіса в 1940 році. Вони розробили двигуни, що працюють на аніліні та червоній димлячій азотній кислоті (RFNA). На початку 1940-х років Роберт Годдард, Reaction Motors і Кертісс-Райт працювали над двигунами на основі аніліну/азотної кислоти для невеликих ракет і реактивного зльоту (JATO). Результатом проекту став успішний допоміжний зліт кількох бомбардувальників Martin PBM і PBY, але проект не сподобався через токсичні властивості як палива, так і окислювача, а також через високу температуру замерзання аніліну. Друга проблема була зрештою вирішена додаванням невеликих кількостей фурфурилового спирту до аніліну:22-23

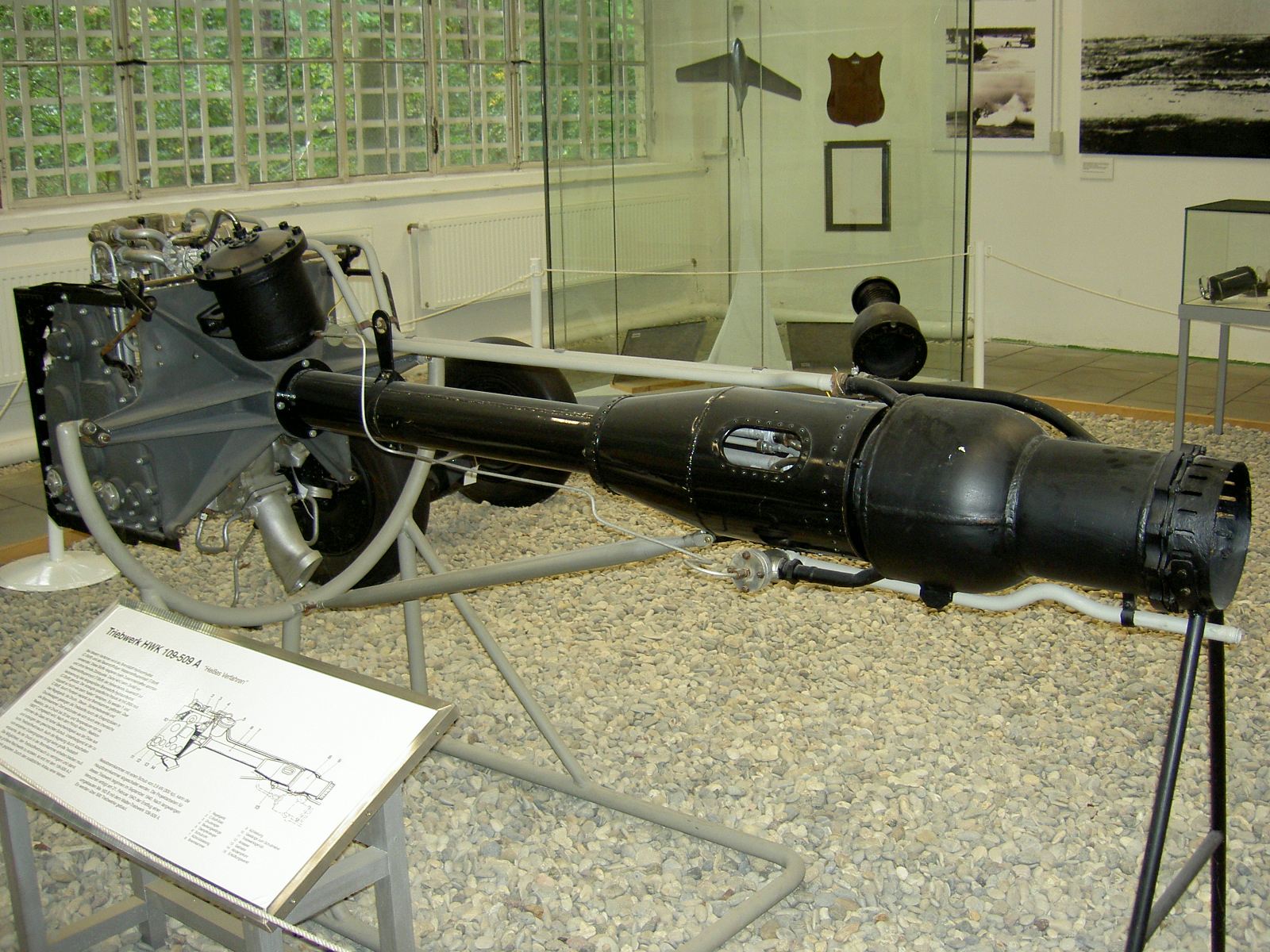
Ранній гіперголічний ракетний двигун Walter 109-509A 1942–45 років.

## Супутні технології
Пірофорні речовини, які самозаймаються в присутності повітря, також іноді використовуються як ракетне паливо або для запалювання іншого палива. Наприклад, суміш триетилборану та триетилалюмінію (які окремо, а тим більше разом є пірофорними речовинами), використовувалася для запуску двигунів у SR-71 Blackbird і в двигунах F-1 на ракеті Сатурн V і використовується в Merlin двигунів на ракетах SpaceX Falcon 9.